# Bilingual
Bilingual a Pet Shop Boys tizedik nagylemeze. Megjelent 1996. szeptember 2-án. Másfél millió példányt adtak el belőle világszerte.
A Bilingual 2001-es digitálisan felújított újrakiadása (az első hat stúdióalbumot adták ki ekkor) a Bilingual/Further Listening tartalmazott egy bónusz lemezt, amelyen az albumon szereplő számok remixei, és az ezen időszakban kiadott b-oldalas számok valamint korábban ki nem adott felvételek (szintén digitálisan felújított változatban) kaptak helyet.

## Tracklisták

### Bilingual
1. "Discoteca" – 4:37
2. "Single" – 3:48
3. "Metamorphosis" – 4:03
4. "Electricity" – 4:58
5. "Se a vida e (That's the way life is)" – 4:00
6. "It always comes as a surprise" – 6:05
7. "A red letter day" – 5:10
8. "Up against it" – 4:16
9. "The survivors" – 4:30
10. "Before" – 4:32
11. "To step aside" – 3:48
12. "Saturday night forever" – 3:59

#### Bilingual Special Edition Bónusz CD (1997)
1. "Somewhere" (Extended mix) – 10:53

Bilingual Special Edition

2. "A red letter day" (Trouser Enthusiasts Autoerotic Decapitation mix) – 9:59
3. "To step aside" (Brutal Bill mix) – 7:30
4. "Before" (Love to Infinity Classic Paradise mix) – 7:56
5. "The boy who couldn't keep his clothes on" (Danny Tenaglia International Club mix) – 6:06
6. "Se a vida é" (Pink Noise mix) – 5:37
7. "Discoteca" (Trouser Enthusiasts Adventure Beyond the Stellar Empire mix) – 9:30

#### Further Listening 1995-1997
B-oldalas számok és korabeli remixek
1. "Paninaro '95" – 4:11
2. "In the night" (1995) – 4:18
3. "The truck-driver and his mate" – 3:33
4. "Hit and miss" – 4:07
5. "How I learned to hate rock 'n' roll" – 4:38
6. "Betrayed" – 5:20
7. "Delusions of grandeur" – 5:04
8. "Discoteca" (single version) – 5:14
9. "The calm before the storm" – 2:48
10. "Discoteca" (new version) – 3:47
11. "The boy who couldn't keep his clothes on" – 6:09
12. "A red letter day" (expanded single version) – 5:36
13. "The view from your balcony" – 3:44
14. "Disco potential" – 4:07
15. "Somewhere" (extended mix) – 10:55

## Közreműködők
- Neil Tennant
- Chris Lowe

### Vendégzenészek
- Pete Gleadall – Programming on tracks 1, 2, 4, 5, 7, 8, 9, 11 & 12
- SheBoom – Drums and percussion on tracks 1 & 2. Additional drums and percussion on track 5
- Robin Jones – Percussion on track 6. Additional percussion on track 1
- Davide Giovanni, Joseph De Jesus, Weston Foster & Lino Rocha – Additional vocals on track 1
- Sylvia Mason-James – Vocals on track 3
- Ritchie Birkett – Keyboards on track 3
- Simon Cotsworth – Programming on track 3
- Trevor Henry/The Ignorants – Scratching and additional keyboards on track 3
- Kevin Robinson, Bud Beadle & Fayyaz Virji – Brass on track 3
- J.J. Belle – Guitar on track 5
- Mike Innes, Noel Langley, Richard Sidell & Andy Hamilton – Brass on track 5
- Chris Cameron – Additional keyboards on track 6 & 9. String arrangement and conduction on track 9
- Hugh Burns – Guitar on track 6
- Andy Hamilton – Saxophone on tracks 6 & 9
- Mac and Katie Kissoon – Additional vocals on tracks 6 & 9
- Alyosha Zolotukhin – Choir arrangement on track 7
- Graeme Perkins – Choir co-ordinator on track 7
- Victor Popov – Choir director on track 7
- The Choral Academy of Moscow – Choir on track 7
- Barbara Tucker, Karen Bernod & Carole Sylvan – Additional vocals on track 7 & 10
- Johnny Marr – Guitar and additional vocals on track 8
- Greg Bone – Guitar on track 9
- Andy Duncan – Drums and percussion on track 9
- Danny Tenaglia and Louie 'Balo' Guzman – Drum programming on track 10
- Pete Dao – Keyboards on track 10
- Phil Pagano – Programming on track 10
- Eddie Montilla – Additional keyboards on track 12

## Kislemezek az albumról

### Before
- UK megjelenés: 1996. április 22. Legjobb helyezés: #7
- USA megjelenés: 1996. június 28. Legjobb helyezés: #1 (Dance chart)

A Bilingual albumról kiadott első kislemez a "Before" volt. A single társproducere Danny Tenaglia volt. Háttérénekesként közreműködött Barbara Tucker, Carole Sylvan és Karen Bernod.
A b oldalas dalok a "Hit and miss" és a "The truck-driver and his mate" c. számok voltak.
Az Egyesült Államokban az Atlantic gay marketing division launched the single with a series of parties at gay nightclubs in cities where the band had previous commercial success. Several hundred clubs received import promotional 12" singles, and the subsequent domestic 12" and CD maxi-single releases were focused entirely on remixes. Promotion was also targeted at Top 40, alternative, and college radio formats.

### Se a vida é (That's the way life is)
- UK megjelenés: 1996. augusztus 12. Legjobb helyezés: #8
- USA megjelenés: lásd alant

A másodikként kiadott kislemez a Bilingualról a "Se a vida é (That's the way life is)" volt. A single társproducere Chris Porter, a doboknál közreműködött a Glasgowi She-Boom női dobegyüttes. A remixeket Mark Picchiotti, Deep Dish és Pink Noise (Richard Morel) készítették. A b-oldalas dalok a "Betrayed" és "How I learned to hate rock'n'roll" c. számok voltak.

### Single-Bilingual / Discoteca
- UK megjelenés: 1996. november 11., Legjobb helyezés: #14

A harmadik kislemeznek "Single-Bilingual / Discoteca" más címe van, mint az albumon, mert az Everything But The Girl nem sokkal korábban adott ki egy kislemezt "Single" címmel. A doboknál itt is közreműködött a Glasgowi She-Boom női dobegyüttes. The single also included remixes of "Single-Bilingual". The B-sides were "Confidential (Demo for Tina)" and "The calm before the storm".

### To step aside/Se a vida é (That's the way life is)
- UK megjelenés: nem jelent meg
- US megjelenés: 1997. február 28., Legjobb helyezés: #1 (dance chart)

Megjelent mint dupla a-oldalas single az Egyesült Államokban, amely tartalmazott az Egyesült királyságban ki nem adott exkluziv "To step aside" remixeket is. A kislemez jelölt volt a Grammy-díj 'legjobb dance single' kategóriában is, bár nem nyerte meg.